# 에이직랜드
주식회사 에이직랜드(Asicland)는 반도체 디자인하우스 솔루션 기업이다.
TSMC의 한국 유일한 공식 협력사(VCA)이자 글로벌 최대 반도체 IP기업인 ARM의 공식 파트너이며, 주요 매출처는 5세대(5G) 이동통신 및 사물인터넷(IoT), 메모리 등으로 주로 국내 중소, 중견 팹리스와 협업한다